# Time (핑크 플로이드의 노래)
〈Time〉은 영국의 프로그레시브 록 밴드 핑크 플로이드의 노래이다. 이 곡은 그들의 여덟 번째 음반 《The Dark Side of the Moon》 (1973년)의 네 번째 트랙으로 포함되었고 미국에서 싱글로 발매되었다. 베이시스트 로저 워터스가 가사를 썼고, 이 작곡은 네 명의 밴드 구성원 모두에게 인정되었다. 키보디스트 리처드 라이트는 기타리스트 데이비드 길모어와 함께 리드 보컬(《The Division Bell》의 〈Wearing the Inside Out〉까지 마지막)을 공유한다.
그 가사는 시간의 흐름을 다루고 있다. 워터스는 그가 인생에서 더 이상 아무것도 준비하고 있지 않다는 것을 깨달았을 때 그 아이디어를 얻었지만, 바로 그 중간에 있었다. 그는 이 깨달음이 28세와 29세에 일어나는 것을 다양한 인터뷰에서 묘사했다. 그것은 시계 울림과 알람 울림의 긴 도입부로 유명하다. 이 소리들은 엔지니어 알란 파슨스에 의해 특별히 음반용으로 녹음된 것이 아니라, 4차 음파 테스트로 만들어진 골동품 상점에서 녹음되었다.
이 음반 트랙에는 〈Breathe〉라는 곡의 리플레이도 포함되어 있다. 이 곡은 이 음반에서 네 명의 주요 멤버 모두가 작곡한 것으로 인정받은 유일한 곡이며, 밴드의 음반 목록 중 마지막 곡이다.

## 반응
《The Dark Side of the Moon》의 동시대 리뷰에서 《롤링 스톤》의 로이드 그로스먼은 〈Time〉에 대해 "데이비드 길모어의 강력한 기타 솔로가 있는 멋진 컨트리 컬러의 로커"라고 묘사하며 긍정적인 평가를 내렸다.

## 인증
| 국가                               | 인증 | 판매량/출하량 |
| ---------------------------------- | ---- | ------------- |
| 이탈리아 (FIMI) sales since 2009   | 골드 | 25,000        |
| 영국 (BPI) sales since 2009        | 실버 | 200,000       |
| 판매량+스트리밍을 기반으로 한 인증 |      |               |